# Ekonomiåret 1904

## Händelser
- Skånska lantmännens centralförening bildas.[1]

## Bildade företag
- Aga (företag)
- A.P. Møller-Mærsk A/S

## Avlidna
- 9 januari - Charles Foster, amerikansk republikansk politiker, USA:s finansminister 1891-1893.